# NGC 3440
NGC 3440 é uma galáxia espiral barrada (SBb) localizada na direcção da constelação de Ursa Major. Possui uma declinação de +57° 07' 08" e uma ascensão recta de 10 horas, 53 minutos e 49,5 segundos.
A galáxia NGC 3440 foi descoberta em 8 de Abril de 1793 por William Herschel.